# 趙仲中
趙仲中，河南江北等處行中書省廬州（今安徽省合肥市）人，元末明初军事人物。趙庸兄。
其早年和弟趙庸镇守水寨屯兵巢湖，后归顺朱元璋。官至行樞密院僉事，镇守安慶。陳友諒陷安庆时，趙仲中棄城逃跑到龍江。按照法例应当被杀，常遇春请求原谅。朱元璋则认为如果不施法，则无法惩戒后例。于是诛杀趙仲中，把其官位授予趙庸。